# Campeonato Africano de Atletismo de 2024 - 800 m feminino
A prova dos 800 metros feminino do Campeonato Africano de Atletismo de 2024 foi disputada nos dias 22 e 23 de junho, no Estádio de Japoma, em Duala, nos Camarões.

## Recordes
Antes desta competição, os recordes mundiais e do campeonato nesta prova eram os seguintes:
|                       | Nome                  | Nacionalidade   | Tempo     | Local   | Data                 |
| --------------------- | --------------------- | --------------- | --------- | ------- | -------------------- |
| Recorde mundial       | Jarmila Kratochvílová | Tchecoslováquia | 1m 53s 28 | Munique | 26 de julho de 1983  |
| Recorde do campeonato | Caster Semenya        | África do Sul   | 1m 56s 06 | Asaba   | 5 de junho de 2018   |
| Recorde africano      | Pamela Jelimo         | Quênia          | 1m 54s 01 | Zurique | 29 de agosto de 2008 |

## Medalhistas
| Ouro              | Prata              | Bronze               |
| Sarah Moraa (KEN) | Lilian Odira (KEN) | Soukaina Hajji (MAR) |

## Cronograma
Todos os horários são locais (UTC+1).
| Data        | Hora  | Evento  |
| ----------- | ----- | ------- |
| 22 de junho | 15:50 | Bateria |
| 23 de junho | 17:10 | Final   |

## Resultados

### Bateria
Qualificação: 3 atletas de cada bateria (Q) mais os 2 melhores qualificados (q).
| Posição | Bateria | Atleta                  | Nacionalidade             | Tempo   | Notas |
| ------- | ------- | ----------------------- | ------------------------- | ------- | ----- |
| 1       | 2       | Sarah Moraa             | Quênia                    | 2:02.02 | Q     |
| 2       | 2       | Ksanet Alemu            | Etiópia                   | 2:02.99 | Q     |
| 3       | 2       | Assia Raziki            | Marrocos                  | 2:03.15 | Q     |
| 4       | 1       | Charne Swart            | África do Sul             | 2:03.49 | Q     |
| 5       | 1       | Oratile Nowe            | Botswana                  | 2:03.95 | Q     |
| 6       | 2       | Soukaina Hajji          | Marrocos                  | 2:04.24 | q     |
| 7       | 1       | Lilian Odira            | Quênia                    | 2:04.43 | Q     |
| 8       | 2       | Susan Aneno             | Uganda                    | 2:04.52 | q     |
| 9       | 2       | Firezewid Tesfaye       | Etiópia                   | 2:06.16 |       |
| 10      | 1       | Adanu Nenko             | Etiópia                   | 2:09.53 |       |
| 11      | 1       | Tuuliki Angala          | Namíbia                   | 2:10.28 |       |
| 12      | 1       | Comfort James           | Nigéria                   | 2:11.38 | qR    |
| 13      | 2       | Odette Sawekoua         | Benim                     | 2:12.68 |       |
| 14      | 1       | Dusamane Hassaue        | Chade                     | 2:16.63 |       |
| 15      | 1       | Liliane Nguetsa         | Camarões                  | 2:16.67 |       |
| 16      | 2       | Belvia Boy-Fini         | República Centro-Africana | 2:18.09 |       |
| 17      | 1       | Chalene Dusaba          | Burundi                   | 2:18.38 |       |
| 99      | 1       | Fraida Hassanatte       | Chade                     | DNS     |       |
| 99      | 2       | Vidette Ndayikenburvaye | Burundi                   | DNS     |       |

### Final
A final ocorreu dia 23 de junho às 17:10.
| Posição           | Atleta         | Nacionalidade | Tempo   | Notas |
| ----------------- | -------------- | ------------- | ------- | ----- |
| Medalha de ouro   | Sarah Moraa    | Quênia        | 2:00.27 |       |
| Medalha de prata  | Lilian Odira   | Quênia        | 2:00.36 |       |
| Medalha de bronze | Soukaina Hajji | Marrocos      | 2:00.91 |       |
| 4                 | Oratile Nowe   | Botswana      | 2:01.39 |       |
| 5                 | Assia Raziki   | Marrocos      | 2:02.14 |       |
| 6                 | Charne Swart   | África do Sul | 2:02.43 |       |
| 7                 | Susan Aneno    | Uganda        | 2:02.54 |       |
| 8                 | Comfort James  | Nigéria       | 2:04.45 |       |
| 9                 | Ksanet Alemu   | Etiópia       | 2:04.54 |       |

Legenda
| Recorde mundial       | Recorde mundial (World record)               |                       | Recorde africano                      | Recorde africano (African) |                                           | Q | Classificado por posição (Qualified) |
| Recorde do campeonato | Recorde do campeonato (Championship record)  | Recorde da América    | Recorde da América (Americas)         | q                          | Classificado por melhor tempo (Qualified) |   |                                      |
| Melhor marca do ano   | Melhor marca do ano (World leading)          | Recorde asiático      | Recorde asiático (Asian)              | DNS                        | Não largou (Did not start)                |   |                                      |
| Recorde nacional      | Recorde nacional (National record)           | Recorde europeu       | Recorde europeu (European)            | DNF                        | Não terminou (Did not finish)             |   |                                      |
| Recorde pessoal       | Recorde pessoal do atleta (Personal best)    | Recorde da Oceania    | Recorde da Oceania (Oceania)          | DSQ / DQ                   | Desclassificado (Disqualified)            |   |                                      |
| Recorde da temporada  | Recorde da temporada do atleta (Season best) | Recorde sul-americano | Recorde sul-americano (South America) | NM                         | Sem marca (No mark)                       |   |                                      |